# Abbazia di San Cassiano (Figline e Incisa Valdarno)
L'abbazia di San Cassiano a Montescalari o Badia Montescalari si trova sui monti del Chianti a circa 700 m di quota nella frazione Ponte agli Stolli di Figline e Incisa Valdarno nei pressi del confine con il comune di Greve in Chianti.
Essa si trova tra i boschi del monte Scalari, tra il Valdarno e la valle della Greve, in un luogo remoto e difficilmente accessibile alle normali automobili.

## Storia

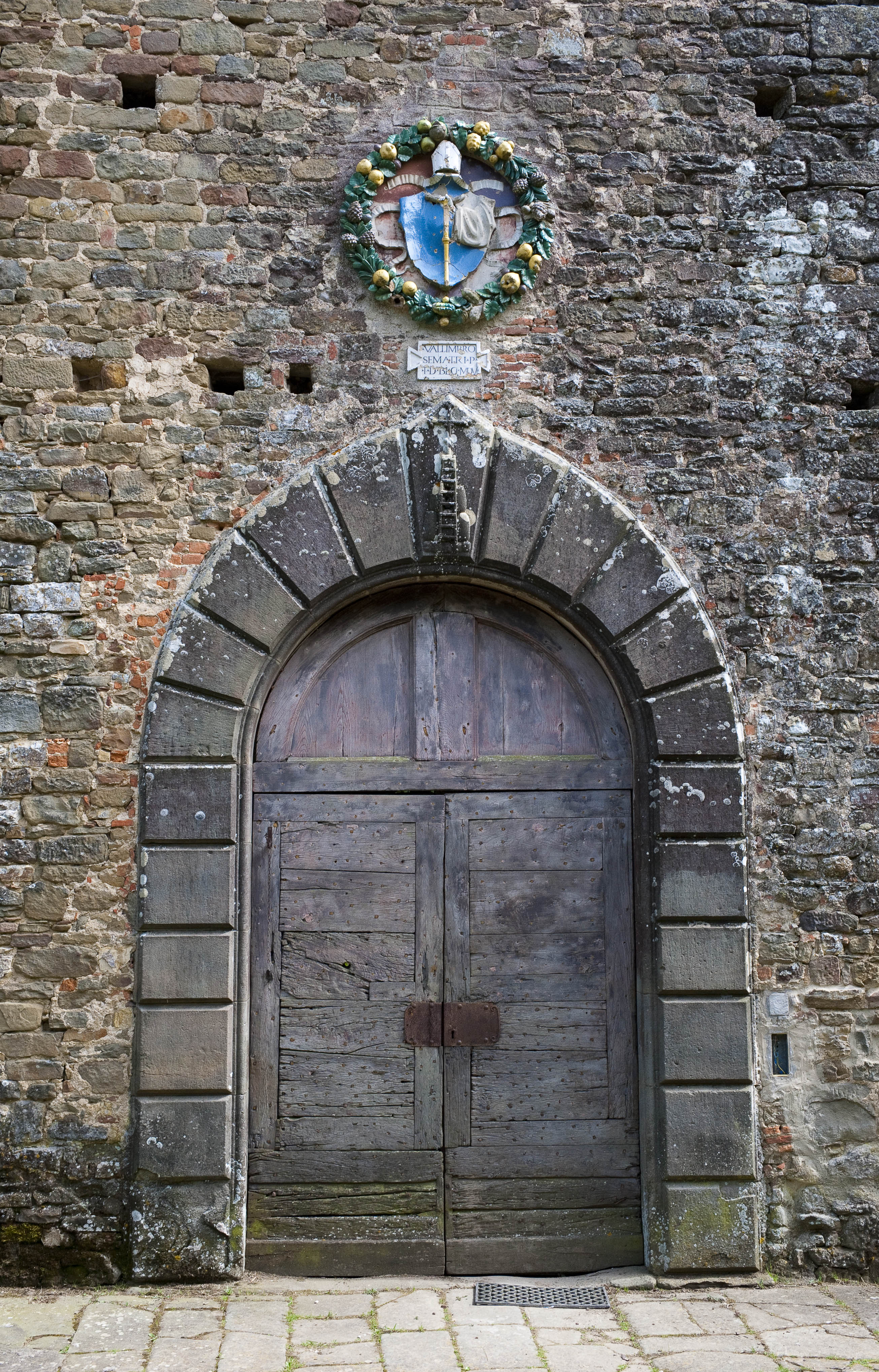
Portale di accesso

Le origini di questo luogo sono da ricercarsi in un ospizio per pellegrini qui realizzato in relazione con la presenza in zona della antica via Cassia Adrianea. Intorno al 1040 è documentata una comunità monastica che ricevette una donazione dai signori del castello di Cintoia e poco dopo quel primitivo insediamento religioso abbracciò la riforma vallombrosana fondata da Giovanni Gualberto della famiglia dei Visdomini, signori di Petroio in Val di Pesa.
Grazie alle continue e cospicue donazioni, ai primi del XIII secolo, l'antico ospizio divenne una vera e propria abbazia. Dinanzi alla chiesa è murata una lapida che ci informa che il 26 maggio 1212 la stessa chiesa venne consacrata dal vescovo di Fiesole Ranieri. La ricchezza dell'abbazia è confermata dalle elevatissime tasse che dovette pagare in occasione delle decime a cavallo tra il XIII e il XIV secolo: fu infatti tassata per ben 32 lire e 10 soldi.
All'inizio essa era costituita da chiesa e oratorio, poche stanze per i monaci e un piccolo ospizio per i pellegrini. Poi fu ampliata e la chiesa fu consacrata il 26 maggio 1212. La torre campanaria fu costruita nei secoli XIII-XIV ed era costituita da una bella torre senza aperture fini alla cella campanaria che era aperta da finestre bifore su ogni lato. Questa era l'unica parte del monastero a non essere mai stata manomessa ma venne rasa al suolo il 20 luglio 1944 a seguito degli eventi bellici durante la Seconda Guerra Mondiale. Ad oggi ne resta solo la base.
Tra il 1611 e il 1613 l'abbazia fu ampliata, con la costruzione delle cantine, delle stanze per il Padre abate, del Capitolo, della sagrestia e di tutte le celle per i monaci. I lavori ebbero inizio il 27 dicembre 1611 e con essi l'abbazia assunse i caratteri di una villa signorile, con pareti intonacate, coronamenti di finestre e porte in pietra arenaria, finestre con davanzale sorretto da mensole inginocchiate. Fu realizzato anche un loggiato superiore, con colonne in pietra serena e colonne in ordine tuscanico, che posano su un davanzale in pietra. Questi lavori in pietra furono eseguiti dallo scalpellino Bartolomeo di Berto da San Donato.
Dal 1830 al 1980 circa è stata proprietà della famiglia Rosselli Del Turco.
Nella primavera-estate del 1944, con l'avvicinarsi degli Alleati in arrivo da sud, la Badia fu occupata dalle truppe tedesche ed usata come avamposto. Per questo motivo fu presa di mira da alcuni cannoneggiamenti da parte delle truppe inglesi che le procurarono ingenti danni come la completa distruzione della torre campanaria.

## Descrizione
Oggi il complesso abbaziale si presenta come un grande quadrilatero a cui sono stati aggiunti vari corpi di fabbrica tra cui la chiesa abbaziale e il chiostro posizionato al centro del complesso.
L'ingresso principale è sormontato da un "torrino", con beccatelli a tutto sesto, sorretti da mensole in pietra. I due portali hanno cornici bugnate in pietra arenaria, quello principale ha l'arco che termina con una piccola cuspide, quello spostato verso est ha l'arco decorato con lo stemma mediceo.
La planimetria della chiesa è a croce latina, ad aula unica e copertura a capanna. In origine era conclusa da un'abside semicircolare ma in seguito venne sostituita da una scarsella quadrilatera.
Il refettorio dell'abbazia ha il soffitto a travi e le cantine in volta sono sorrette da pilastri. Nella chiesa ci sono altari in pietra.
Una campana dell'abbazia, del 1295, è stata spostata nella chiesa de La Panca (località vicina all'abbazia), mentre l'altra, distrutta nel 1815, era stata realizzata da Andrea del Verrocchio con figure e rilievi e poi acquistata dal pievano della chiesa di San Pancrazio in Valdarno dove nel 1815 si ruppe e venne fusa.
Del restante patrimonio artistico sono rimasti la navicella e il turibolo in rame sbalzato e dorato, che si trovano attualmente nella Pieve di San Donato a Mugnana a Chiocchio. Il turibolo è conosciuto come turibolo di san Giovanni Gualberto, ha una forma a pinnacoli e nel braciere sono raffigurati San Pietro, San Paolo, un Santo Vescovo e la Vergine. Negli spigoli ci sono figure angeliche in rilievo. Il coperchio è decorato con vegetali e teste di cherubini. La navicella è decorata con uva e mazzi di spighe di grano. Sul coperchio c'è l'immagine di San Giovanni Gualberto. Essi sono datati tra la fine del XVI secolo e gli inizi del XVII secolo.
Nell'abbazia c'è una parte di affresco, la Crocefissione, nella quale si vedono solo i piedi del Cristo e la parte inferiore della Croce, affresco attribuito a Bernardo di Stefano Rosselli. Altri dipinti sono: Samaritana al pozzo e un Ecce Homo, dei quali si è conosciuto l'autore, grazie a un ritrovamento di documenti nell'Archivio di Stato del 1611: l'autore è il pittore Nicodemo Ferrucci.
Sul portale della facciata dell'abbazia c'è lo stemma in terracotta invetriata con le insegne dell'abbazia, eseguito nel 1505 da Luca Della Robbia (il Giovane). Dopo i danni subiti durante la seconda guerra mondiale, venne intrapresa una campagna di restauri che portarono all'eliminazione delle varie aggiunte e fu possibile recuperare l'originale paramento murario in filaretto.

## L'abbazia nella letteratura

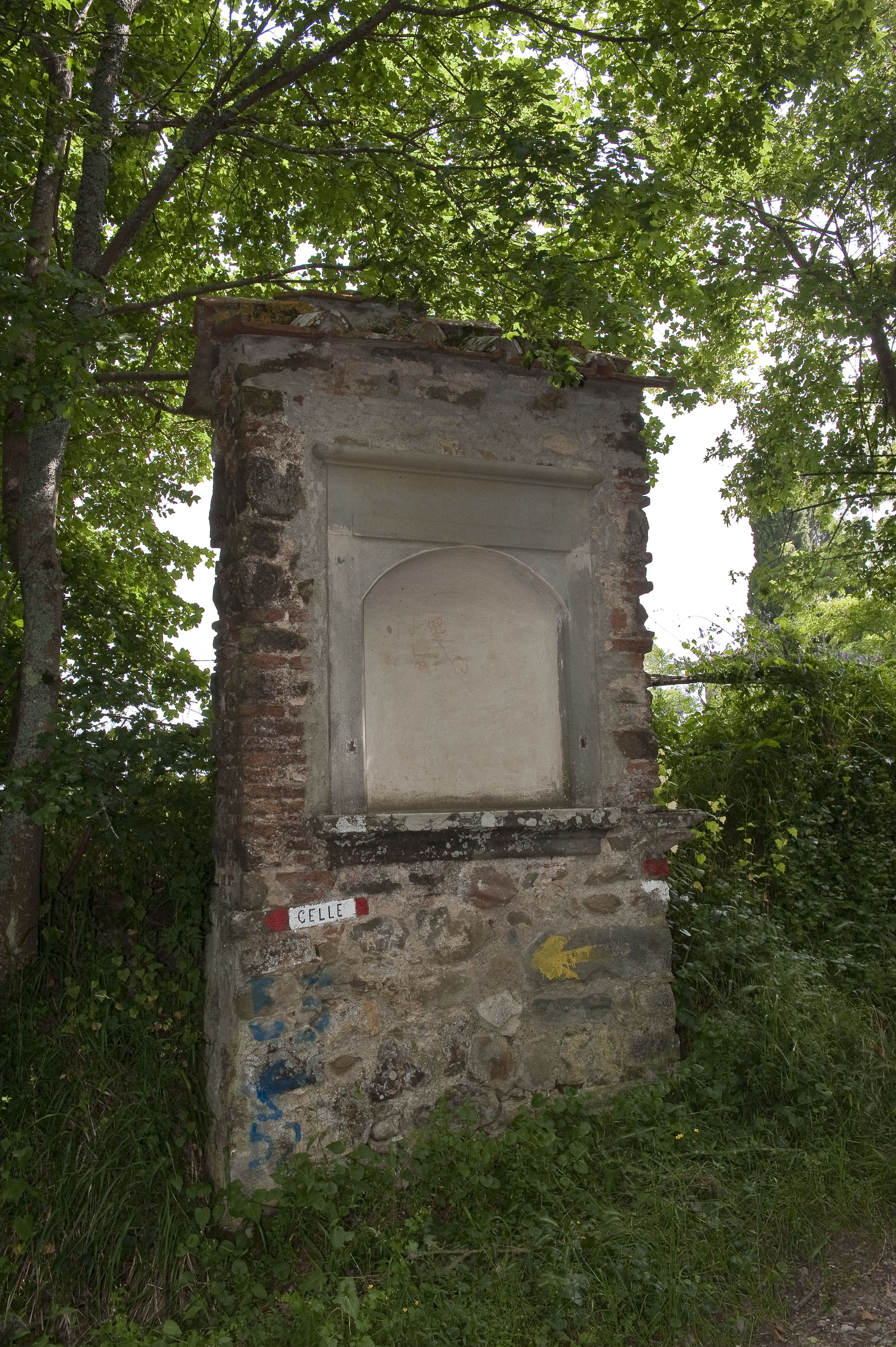
Il tabernacolo citato in Morte a Firenze di Marco Vichi in cui è incisa la scritta: Omne Movet Urna Nomen Orat

L'abbazia e i boschi circostanti fanno da sfondo alle indagini del commissario Bordelli il protagonista del romanzo di Marco Vichi Morte a Firenze; infatti a neanche cento metri dall'abbazia sorge il tabernacolo citato nel libro nel quale è incisa la misteriosa scritta Omne Movet Urna Nomen Orat che tanto colpisce il commissario e nei pressi sorgono anche altri luoghi citati nel romanzo quali la Cappella dei Boschi, Cintoia Alta e Pian d'Albero luogo dell'eccidio nazista del 1944.